# Hrabstwo Jefferson (Wisconsin)
Hrabstwo Jefferson – hrabstwo w USA, w stanie Wisconsin. Według danych z 2000 roku, hrabstwo zamieszkiwało 74021 osób.

## Miasta
- Aztalan
- Cold Spring
- Concord
- Farmington
- Fort Atkinson
- Hebron
- Ixonia
- Jefferson – city
- Jefferson – town
- Koshkonong
- Lake Mills – city
- Lake Mills – town
- Milford
- Oakland
- Palmyra
- Sullivan
- Sumner
- Waterloo – city
- Waterloo – town
- Watertown
- Whitewater

## Wioski
- Johnson Creek
- Lac La Belle
- Palmyra
- Sullivan

## CDP
- Hebron
- Helenville
- Ixonia
- Lake Koshkonong
- Lake Ripley
- Rome